# Tagish Lake (Meteorit)
Der Meteorit Tagish Lake trat in den frühen Morgenstunden des 18. Januar 2000 in die Erdatmosphäre ein und zog als helle Feuerkugel über Kanada hinweg, bevor er schließlich in den vereisten Tagish Lake einschlug.
Die Feuerkugel erreichte eine Helligkeit von −22 mag. Die Auswertung von Satellitenaufnahmen ergab, dass der ursprüngliche Meteoroid eine Masse von 200 bis 250 Tonnen und einen Durchmesser von 4 bis 7 Metern besaß. Damit war der Tagish-Lake-Meteorit der bislang größte beobachtete Meteoritenfall in Kanada. Die Eintrittsgeschwindigkeit wurde auf 15 bis 16 km/s geschätzt. Seine Herkunft liegt wahrscheinlich im Asteroidengürtel.
Die zu Hunderten gefundenen, insgesamt mehrere Kilogramm schweren und gut erhaltenen Bruchstücke haben hohe Anteile an Kohlenstoff, Schwefel und Stickstoff und ähneln in ihrer Zusammensetzung einem Kometenkern. Darüber hinaus enthalten sie außergewöhnlich viele so genannte Nanodiamanten, die noch vor der Entstehung des Sonnensystems bei der Explosion einer Supernova entstanden sein könnten. Es fanden sich Aminosäuren, die als Bausteine des Lebens auf der Erde angesehen werden.
Der Tagish-Lake-Meteorit wird als CI-Meteorit aus der Gruppe der kohligen Chondrite eingestuft. Dies sind primitive kohlenstoffhaltige Meteoriten. Das Alter des Meteoriten wird auf 4,5 Milliarden Jahre geschätzt. Er ist somit ein Zeugnis aus der Frühzeit des Sonnensystems.
Im April 2022 wurde eine vervollständigte Liste der Nukleinbasen veröffentlicht, die in dem Meteoriten gefunden wurden.